# 샤르트르 대성당
샤르트르 대성당(프랑스어: Cathédrale Notre-Dame de Chartres 카테드랄 노트르담 드 샤르트르[*])은 프랑스 샤르트르에 있는 고딕 양식의 가톨릭 성당으로 1979년 유네스코 지정 세계유산으로 등록되었다. 1145년 로마네스크 양식으로 지어졌으나 1194년의 화재로 상당 부분이 소실되어 12세기 말부터 13세기 초까지 사이에 재건되었다. 이 재건에는 프랑스 전역에서 수만 명의 자원자가 몰려들었다. 샤르트르 대성당은 성모에게 봉헌된 성당으로, 성모 마리아가 예수를 낳을 당시 입고 있었다는 옷이 보관되어 있으며 내부의 성모상이 200개 가까이 존재한다
샤르트르 대성당은 고딕 성당의 대명사이다. 이 건물을 지을 때 새로 개발한 기술을 도입함으로써 신랑에 여러 개의 커다란 창문을 만들 수 있었다. 총 2000m2가 넘는 스테인드 글라스 창을 통해 밝은 빛이 쏟아져 들어온다. 그와 동시에 스테인드 글라스가 선명하게 빛나면서, 석재의 흰 빛과 대조를 이룬다.
대성당은 안길이가 130.2m, 중앙 신랑의 너비가 16.4m, 높이가 36.5m에 이른다. 멀리서 바라보면 이 성당은 ‘옛 탑’(높이 106m), ‘새 탑’(높이 115m)이라고 불리는 2기의 탑이 있다. 중세 때 샤르트르 대성당은 채색되어 있었고, 많은 부분이 금빛으로 빛난다.

## 사진

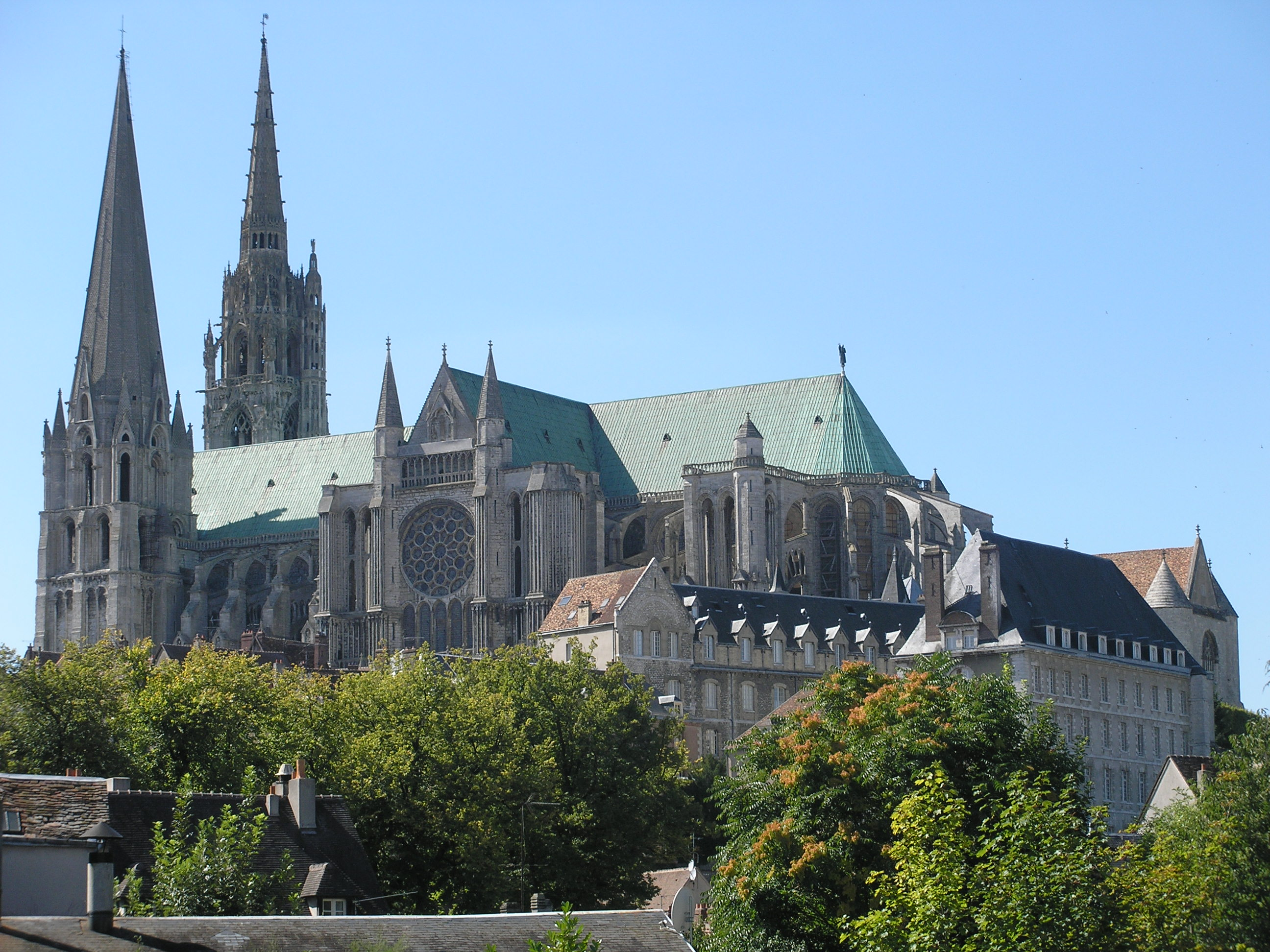
Cathédrale Notre-Dame de Chartres

## 같이 보기
- 중세 프랑스